# Only One Shirt
Only One Shirt è un cortometraggio muto del 1914 di cui non si conosce il regista. Prodotto dalla Kalem, aveva come interpreti Ruth Roland, John E. Brennan, George Larkin, Marshall Neilan.

## Trama
Billy e Jack sono grandi amici. Ritornati a casa da una vacanza, hanno con sé solo una camicia a testa. Il dramma nasce quando la camicia di Jack viene rovinata dall'inchiostro. Billy, la cui ragazza, Mabel, ha telefonato che non lo può raggiungere, decide di imprestare la propria camicia all'amico, mentre lui se ne starà a casa. Mabel, però, perde il treno con il quale voleva andare fuori città e gli chiede di vedersi. Billy, privo di camicia, non può uscire in quelle condizioni e le dice che resterà a letto, perché è malato. Mabel vuole subito correre da lui, ma incontra Jack che cerca di dissuaderla. Billy, intanto, cerca di comperare una maglietta, ma tutti i negozi sono chiusi. Dalla finestra della sua camera, vede Mabel passeggiare con Billy molto amabilmente. Geloso, non può neanche uscire: si tuffa nel letto e quando la ragazza arriva, non vuole neanche parlarle. Lei, per ripicca, si mette a flirtare con Jack. A questo punto, Billy non ne può più: salta giù dal letto e ingaggia un combattimento con l'amico che non capisce cosa stia succedendo. Temendo che Billy sia impazzito, Mabel chiama un poliziotto. I due combattenti vengono separati e finalmente Mabel viene a sapere la storia della camicia rovinata. Quando ha finito di ridere, Billy le chiede ansiosamente: "Sei sicura di amarmi senza maglietta?"

## Distribuzione
Distribuito dalla General Film Company, il film - un cortometraggio di 200 metri - uscì nelle sale statunitensi il 16 gennaio 1914. Nelle proiezioni, veniva programmato con il sistema dello split reel, accorpato in un'unica bobina con un altro cortometraggio prodotto dalla Kalem, il documentario The Lord Mayor of London.